# Славишено
Славишено (рос. Славышено) — село в Козельському районі Калузької області Російської Федерації.
Населення становить 0 осіб. Входить до складу муніципального утворення Село Волконське.

## Історія
Від 2004 року входить до складу муніципального утворення Село Волконське.

## Населення
| 2002 | 2010 |
| ---- | ---- |
| 5    | ↘0   |